# Gustaf Järnefelt

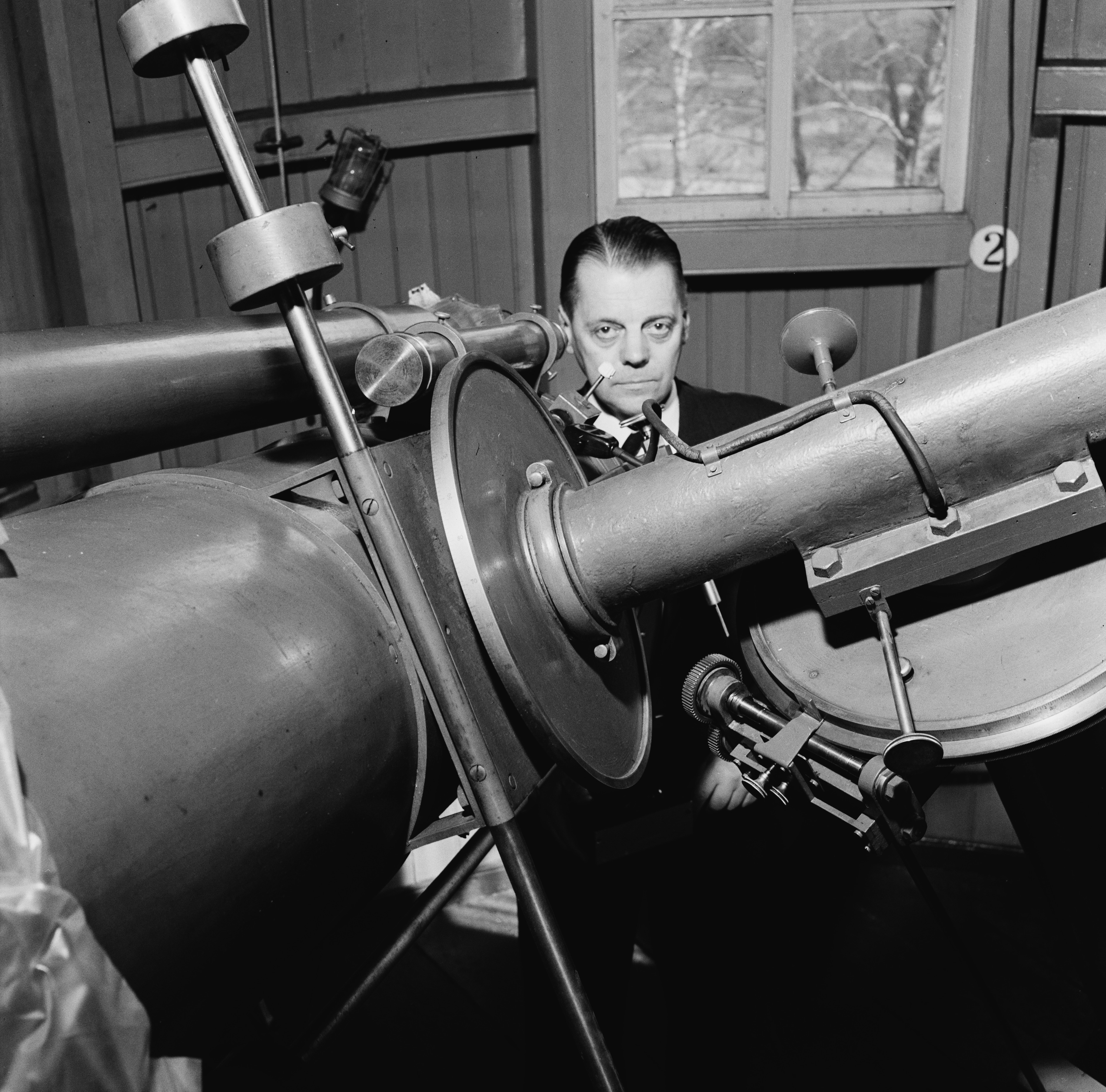
Gustaf Järnefelt

Gustaf Juhana Järnefelt (* 6. Mai 1901 in Helsinki; † 9. August 1989 ebenda) war ein finnischer Astronom.
Järnefelt studierte an der Universität Helsinki mit dem Kandidatenabschluss 1922 und der Promotion (Lizenziat) bei Ernst Lindelöf 1929. Thema der Dissertation war eine geometrische Arbeit mit dem Titel Einige Bemerkungen über den Zusammenhang zwischen den geometrischen Verknüpfungsaxiomen und taktischen Konfigurationen. Ab 1923 war er leitender Assistent am Observatorium von Helsinki und später Observator. Von 1925 bis 1933 war er in Deutschland. Ab 1937 war er Dozent und 1945 bis 1969  Professor für Astronomie an der Universität Helsinki.
Järnefelt befasste sich mit Allgemeiner Relativitätstheorie und theoretischer Kosmologie und war an einer photographischen Himmelsdurchmusterung in Finnland beteiligt. 1948 erreichte er, dass das Observatorium in Helsinki ein Schmidt-Teleskop bekam, zu einem Zeitpunkt als dessen Standort schon durch die zunehmende Stadtbeleuchtung in Frage gestellt war. Nach Start der Sputnik Satelliten 1957 wurde er in Finnland als Experte für deren Bahnverfolgung bekannt.
Der Asteroid (1558) Järnefelt ist nach ihm benannt.

## Schriften
- G. Järnefelt & P. Kustaanheimo: An observation on finite Geometries, Den 11 te Skandinaviske Matematikerkongress, Trondheim (1949), S. 166–182.